# Episodi di Maggie
Questa voce contiene la lista degli episodi della serie televisiva animata Maggie.

## Episodi
- La candidatura
- Allarme germi
- Palle avvelenate
- La fiera della scienza
- Stermina-mosche
- Mosche contro coccinelle
- L'ora di pranzo
- Puzza di amore
- Il prezzo della fama
- Pulce e materassi
- Pigiama Party
- Api contro cavallette
- Maggie fa babysitter
- Operazione termiti
- Torta in faccia
- Il ritrovo
- Mosche scout
- Mine di formiche
- Nella fattoria
- Luna Park
- Gli insoliti insetti
- Sorella per un giorno
- I tutor
- Giornata di influenza
- E un gigante
- Spaventati
- Metamorfosi
- La radio stazione
- Buon Natale
- Matrimoni per un disastro
- I hooligan
- L'aeroporto
- Giornata di allenamento
- Miele a strisce
- Il libro di storia
- Insetti al limite
- Super procione
- Migliori amiche per sempre
- I pesky all'aperto
- Il club delle rane
- Volo sincronizzato
- Grand hotel scarafaggio